# Дроздовський Володимир Петрович
Володи́мир Петро́вич Дроздо́вський (9 листопада 1926, Миколаївка, УРСР, СРСР — 31 грудня 1994, Одеса, Україна) — український мовознавець, доктор філологічних наук, професор.

## Біографія
В. П. Дроздовський народився 9 листопада 1926 року в селі Миколаївка Миколаївської області.
З травня 1944 року до 1950 року перебував у лавах Радянської Армії, воював у складі частин 1-го Білоруського фронту.
В 1955 році закінчив філологічний факультет Одеського державного університету ім. І. І. Мечникова і залишився в аспірантурі при кафедрі української мови. У 1962 році захистив дисертацію і здобув науковий ступінь кандидата філологічних наук. В 1966 році йому було присвоєно вчене звання доцента кафедри української мови.
В 1958—1971 роках працював асистентом, старшим викладачем, доцентом кафедри української мови Одеського держуніверситету. 1963—1969 — заступник декана. В 1971—1973 роках навчався у докторантурі. А згодом працював завідувачем кафедри російської мови для іноземних учнів, доцентом кафедри російської мови, кафедри загального та слов'янського мовознавства Одеського державного університету ім. І. І. Мечникова.
У 1969–1970 роках та 1980–1981 роках викладав українську мову й літературу в Загребському університеті.
У 1982 році В. П. Дроздовський перейшов до Одеського державного педагогічного інституту ім. К. Д. Ушинського, де працював доцентом з відкритих, професором, завідувачем кафедри української мови та літератури. В 1982—1985 роках виконував обов'язки декана факультету підготовки вчителів початкових класів. В 1983 році захистив дисертацію «Стилистика індивідуально-художнього мовлення (на матеріалі творів М. М. Коцюбинського та інших українських письменників кінця ХІХ — першої половини ХХ століття)», а у 1985 році йому був присуджений науковий ступінь доктора філологічних наук, а у 1986 році — вчене звання професора. З 1994 року, залишаючишь професором-консультантом Південноукраїнського державного педагогічного університету ім. К. Д. Ушинського, працював професором в Ізмаїльському педагогічному інституті.
Помер 31 грудня 1994 року в Одесі.

## Наукова діяльність
Як дослідник В. П. Дроздовський вивчав українські говірки бессарабського Примор'я, стилістику художньої мови (переважно творів Михайла Коцюбинського). Вивчав проблеми лінгвістичного і стилістичного аналізу текстів, методики вивчення писемності та усного мовлення. Опублікував понад 50 наукових праць.

### Вибрані праці
- Практичний курс сучасної української літературної мови: Посібник. 1970. Одеса;
- Лінгвістичний аналіз прозового твору (за творами М. Кобилянського).1975. Одеса;
- Слово і словесність у спектрі навчально-виховних і культурологічних завдань.1991. Одеса
- До питання про роботу Т. Г. Шевченка над словом (окремі спостереження).// Праці Одеського державного університету. — Т. 146. — 1956. — Вип. 4. — С. 45-48.
- Мовностилістичний аналіз художнього твору. —  Одеса, 1968. — 66 с.
- До питання про зміст понять «художнє слово» та «художність». // Етика та естетика. — Вип. 5. — К.: Вища школа, 1969. — С. 153—166.
- Принципи і передумови стилістичного аналізу прозового твору: Навчальний посібник. — Одеса, 1972. — 96 с.
- Дослідження стилю М. М. Коцюбинського за рукописною спадщиною. // Мовознавство. — 1973. — № 4. — С. 70 — 76.

## Нагороди
- Ордени Слави ІІІ ст., Вітчизняної війни ІІ ст.;
- Медалі «За відвагу», «За визволення Варшави», «За взяття Берліна» та інші.